# Guyancourt
Guyancourt és un municipi francès, situat al departament d'Yvelines i a la regió de l'Illa de França. L'any 2006 tenia 28.600 habitants.
La ciutat és la llar de Observatori de Versalles Saint-Quentin-en-Yvelines.
Forma part del cantó de Montigny-le-Bretonneux i del districte de Versalles. I des del 2004 de la Comunitat d'aglomeració Saint-Quentin-en-Yvelines.